# Campionat del món de rem de 2012
El campionat del món de rem de 2012 va ser el campionat del món que es van celebrar entre el 15 i el 19 d'agost de 2012 a Plòvdiv (Bulgària). Com a conseqüència dels Jocs Olímpics de Londres, el programa va quedar limitat a categories no olímpiques, a més de coincidir amb la celebració del campionat del món de rem júnior.

## Resultats

### Masculí
| Categoria: | Or: | Temps   | Plata: | Temps   | Bronze: | Temps   |
| M2+        | Belarús · Stanislau Shcharbachenia · Aliaksandr Kazubouski · Piotr Piatrynich (c) | 6:55.33 | França · Michael Molina · Benjamin Lang · Benjamin Manceau (c) | 6:55.93 | Canadà · Kai Langerfeld · Peter McClelland · Dane Lawson (c)                                                                                | 6:56.61 |
| LM1x       | Dinamarca · Henrik Stephansen | 6:56.41 | Hongria · Péter Galambos | 6:57.50 | Estats Units · Andrew Campbell Jr | 6:57.88 |
| LM4x       | Polònia · Adam Sobczak · Mariusz Stańczuk · Artur Mikołajczewski · Miłosz Jankowski                                                                                                  | 5:55.03 | Grècia · Georgios Konsolas · Nikolaos Afentoulis · Panagiotis Magdanis · Eleftherios Konsolas                                                                                 | 5:56.74 | R.P. de la Xina · Yangyang Liang · Yang Guo · Guofeng Fa · Deming Kong                                                                      | 5:57.12 |
| LM2-       | Itàlia · Luca De Maria · Armando Dell'Aquila | 6:37.11 | Països Baixos · Arnoud Greidanus · Joris Pijs | 6:37.18 | França · Jean-Christophe Bette · Fabien Tilliet                                                                                             | 6:39.88 |
| LM8+       | Alemanya · Matthias Schömann-Finck · Jost Schömann-Finck · Martin Kühner · Jonas Schützeberg · Christian Hochbruck · Jochen Kühner · Bastian Seibt · Lars Wichert · Martin Sauer (c) | 5:44.10 | Itàlia · Jiri Vlcek · Catello Amarante · Salvatore di Somma · Davide Riccardi · Livio La Padula · Martino Goretti · Andrea Caianiello · Metteo Pinca · Gianluca Barattolo (c) | 5:46.78 | R.P. de la Xina · Feng Ke · Yulja Meng · Jiahai Wang · Shuai Shi · Xiaoyun Zheng · Zhenwei Hou · Qiang Li · Jingbin Zhao · Minjian Wang (c) | 5:47.85 |

### Femení
| Categoria: | Or:                                                                           | Temps   | Plata:                                                                            | Temps   | Bronze:                                                                | Temps   |
| LW1x       | Grècia · Alexandra Tsiavou                                                    | 7:32.37 | Àustria · Michaela Taupe-Traer                                                    | 7:37.04 | Belarús · Alena Kryvasheyenka                                          | 7:38.93 |
| LW4x       | Polònia · Magdalena Kemnitz · Jaclyn Halko · Agnieszka Renc · Weronika Deresz | 6:36.17 | Dinamarca · Helene Olsen · Sarah Juergensen · Christina Pultz · Sarah Christensen | 6:37.82 | Itàlia · Giulia Pollini · Enrica Marasca · Elena Coletti · Erika Bello | 6:39.13 |

## Medaller
| Posició | País            | Or | Plata | Bronze | Total |
| 1       | Polònia         | 2  | 0     | 0      | 2     |
| 2       | Itàlia          | 1  | 1     | 1      | 3     |
| 3       | Dinamarca       | 1  | 1     | 0      | 2     |
| 3       | Grècia          | 1  | 1     | 0      | 2     |
| 5       | Belarús         | 1  | 0     | 1      | 2     |
| 6       | Alemanya        | 1  | 0     | 0      | 1     |
| 7       | França          | 0  | 1     | 1      | 2     |
| 8       | Àustria         | 0  | 1     | 0      | 1     |
| 8       | Hongria         | 0  | 1     | 0      | 1     |
| 8       | Països Baixos   | 0  | 1     | 0      | 1     |
| 11      | R.P. de la Xina | 0  | 0     | 2      | 2     |
| 12      | Canadà          | 0  | 0     | 1      | 1     |
| 12      | Estats Units    | 0  | 0     | 1      | 1     |